# Elite One 1991
Il campionato era formato da sedici squadre e il Canon Yaoundé vinse il titolo.

## Classifica finale
| Pos. | Squadra            | G        | V        | N        | P        | GF       | GS       | Punti    |
| ---- | ------------------ | -------- | -------- | -------- | -------- | -------- | -------- | -------- |
| 1    | Canon Yaoundé      | 29       | 14       | 15       | 0        | 36       | 14       | 43       |
| 2    | Diamant Yaoundé    | 29       | 13       | 8        | 8        | 33       | 22       | 34       |
| 3    | Racing Bafoussam   | 29       | 12       | 8        | 9        | 41       | 27       | 32       |
| 4    | Union Douala       | 29       | 11       | 9        | 9        | 33       | 22       | 31       |
| 5    | Tonnerre Yaoundé   | 29       | 10       | 10       | 9        | 23       | 24       | 30       |
| 6    | Panthère Bangangté | 29       | 10       | 9        | 10       | 17       | 16       | 29       |
| 7    | Unisport Bafang    | 29       | 8        | 12       | 9        | 27       | 28       | 28       |
| 8    | Léopards Douala    | 29       | 8        | 10       | 11       | 27       | 38       | 26       |
| 9    | Caïman Douala      | 29       | 9        | 8        | 12       | 26       | 32       | 26       |
| 10   | Colombe Sangmélima | 29       | 7        | 12       | 10       | 18       | 25       | 26       |
| 11   | Maiscam Ngaoundéré | 29       | 7        | 11       | 11       | 14       | 19       | 25       |
| 12   | PWD Kumba          | 29       | 7        | 10       | 12       | 23       | 36       | 24       |
| 13   | Unite Douala       | 29       | 7        | 10       | 12       | 19       | 26       | 24       |
| 14   | Cammark Bamenda    | 29       | 4        | 14       | 11       | 23       | 34       | 24       |
| 15   | Abong Mbang        | 29       | 4        | 14       | 11       | 22       | 30       | 22       |
| 16   | Prévoyance Yaoundé | ritirata | ritirata | ritirata | ritirata | ritirata | ritirata | ritirata |